# ZNF621
ZNF621 (англ. Zinc finger protein 621) – білок, який кодується однойменним геном, розташованим у людей на короткому плечі 3-ї хромосоми.  Довжина поліпептидного ланцюга білка становить 439 амінокислот, а молекулярна маса — 49 205.
| 10         |  | 20         |  | 30         |  | 40         |  | 50         |
| ---------- |  | ---------- |  | ---------- |  | ---------- |  | ---------- |
| MLQTTWPQES |  | VTFEDVAVYF |  | TQNQWASLDP |  | AQRALYGEVM |  | LENYANVASL |
| VAFPFPKPAL |  | ISHLERGEAP |  | WGPDPWDTEI |  | LRGISQGGES |  | WIKNEGLVIK |
| QEASEETELH |  | RMPVGGLLRN |  | VSQHFDFKRK |  | ALKQTFNLNP |  | NLILRGGMKF |
| YECKECGKIF |  | RYNSKLIRHQ |  | MSHTGEKPFK |  | CKECGKAFKS |  | SYDCIVHEKN |
| HIGEGPYECK |  | ECGKGLSSNT |  | ALTQHQRIHT |  | GEKPYECKEC |  | GKAFRRSAAY |
| LQHQRLHTGE |  | KLYKCKECWK |  | AFGCRSLFIV |  | HQRIHTGEKP |  | YQCKECGKAF |
| TQKIASIQHQ |  | RVHTGEKPYE |  | CKVCGKAFKW |  | YGSFVQHQKL |  | HPVEKKPVKV |
| LGPSLVSPQC |  | SSPAIPPVLL |  | QGSCSASAVA |  | VPSLTFPHAV |  | LIPTSGNFFM |
| LLPTSGIPSS |  | SAQIVRVFQG |  | LTPTVKPSPV |  | ILTPSSHSS  |  |            |

A: Аланін

C: Цистеїн

D: Аспарагінова кислота

E: Глутамінова кислота

F: Фенілаланін

G: Гліцин

H: Гістидин

I: Ізолейцин

K: Лізин

L: Лейцин

M: Метіонін

N: Аспарагін

P: Пролін

Q: Глутамін

R: Аргінін

S: Серин

T: Треонін

V: Валін

W: Триптофан

Задіяний у таких біологічних процесах як транскрипція, регуляція транскрипції, альтернативний сплайсинг. 
Білок має сайт для зв'язування з іонами металів, іоном цинку, ДНК. 
Локалізований у ядрі.